# Calendrier de Gezer

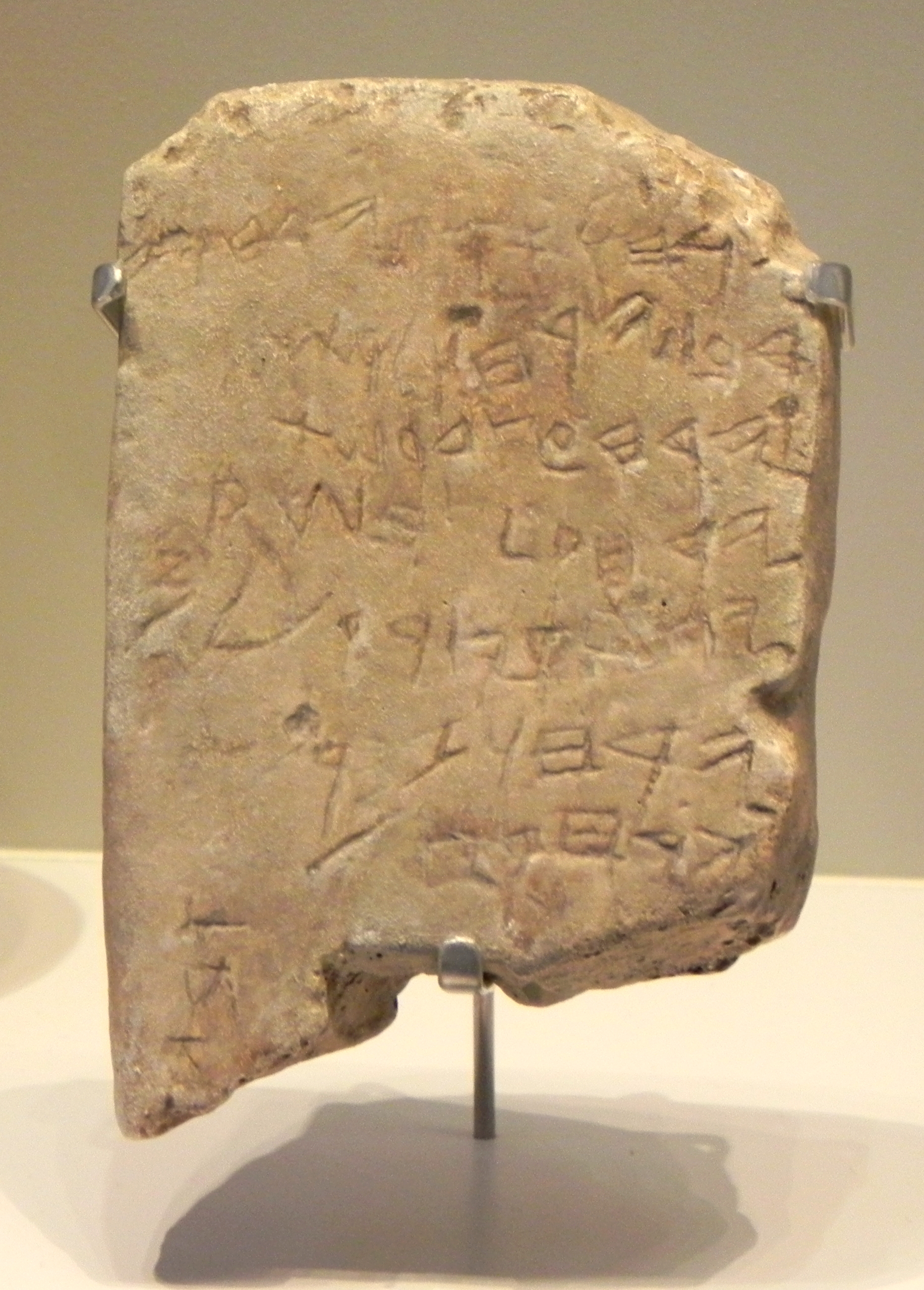
Réplique du Calendrier de Gezer au musée de Jérusalem

Le Calendrier de Gezer est une petite tablette de calcaire découverte en 1908 par l'archéologue irlandais R. A. Stewart Macalister dans la cité antique de Gezer. La tablette porte une inscription primitive en proto-cananéen ou en phénicien. Elle est exposée dans le musée de l'Orient Ancien du Musée archéologique d'Istanbul, avec l'inscription de Siloam.
Le calendrier de Gezer est traditionnellement daté du Xe siècle av. J.-C. bien que le site d'excavation n'ait pas été stratifié lors de sa découverte et que le contexte archéologique n'était pas fixé avec précision.
Les chercheurs sont divisés sur la question de la langue et de l'écriture utilisée,,,,,.

## Description
Sont gravées 7 lignes comprenant la liste des 12 mois de l'année ainsi que les activités agricoles correspondantes. Ce qui pourrait être soit un exercice de mémoire pour enfant, soit une liste d'impôts pour les agriculteurs, soit encore un chant folklorique ou enfantin donnant la liste des mois de l'année en rapport avec les saisons et l'agriculture. C'est en tout cas une source intéressante pour l'étude de la langue et de l'écriture au Proche-Orient ancien.
- Deux mois de récolte
- Deux mois de plantation
- Deux mois de plantation tardive
- Un mois de cueillette du lin
- Un mois de récolte de l'orge
- Un mois de moisson et de fête
- Deux mois de taille de la vigne
- Un mois de fruits d'été. Abiyahu